# パーラメンツ
ザ・パーラメンツ (The Parliaments) は、1950年代にジョージ・クリントンが結成した、アメリカ合衆国ニュージャージー州プレインフィールド出身のドゥーワップグループ。ファンカデリック、パーラメントの前身となったグループである。詳しくはPファンクを参照のこと。

## メンバー
- ジョージ・クリントン（George Clinton、1941年7月22日 - ）
- グラディ・トーマス（Grady Thomas、1941年1月5日 - ）
- カルヴィン・サイモン（Calvin Simon、1942年5月22日 - ）
- クレランス・"ファジー"・ハスキンス（Clarence "Fuzzy" Haskins、1941年7月8日 - ）
- レイ・"スティングレイ"・デイヴィス（Ray "Stingray" Davis、1940年3月29日 - 2005年7月5日）

## ディスコグラフィ

### シングル
- "Poor Willie" / "Party Boys" (1959年、APT 45-25036)
- "Lonely Island" / "You Make Me Wanna Cry"  (1960年、FL-45-100)
- "Heart Trouble" / "That Was My Girl"  (1966年、GW-46)
- "(I Wanna) Testify" / "I Can Feel The Ice Melting"  (1967年、RV-207)
- "All Your Goodies Are Gone" / "Don't Be Sore At Me"  (1967年、RV-211)
- "Little Man" / "The Goose (That Laid The Golden Egg)"  (1968年、RV-214)
- "Look At What I Almost Missed" / "What You Been Growing"  (1968年、RV-217)
- "Good Ole Music" / "Time"  (1968年、RV-223)
- "A New Day Begins" / "I'll Wait"  (1968年、RV-228)